# جيرهارد جاكوب دي غير
كان البارون جيرهارد جاكوب دي غير (20 نوفمبر 1858 – 24 يوليو 1943) جيولوجيًا سويديًا. جاد بإسهامات هامة في جيولوجيا العصر الرباعي، ولا سيما في علم تشكل الأرض وعلم الزمن الجيولوجي. يشتهر دي غير بعمله في مجال الفصوص. كان لدي غير، عام 1890، السبق في إطلاق اسم بحيرة أنسيلوس على البحيرة الباليوية البلطية التي اكتشفها هنريك مونث. شارك في ما بعد في الجدل العلمي الطويل المتعلق بهذه البحيرة.

## سيرة حياتية
ينحدر البارون جيرهارد جاكوب دي غير من عائلة أرستقراطية سويدية معروفة من دوقية برابنت. هاجرت العائلة إلى السويد في بداية القرن السابع عشر. تضم عائلته رجال أعمال وسياسيين بارزين. شغل والده لويس وأخوه الأكبر جيرهارد لويس منصب رئيس وزراء السويد.
وُلد جيرهارد جاكوب في 2 أكتوبر 1858 في ستوكهولم، لعائلة البارون لويس جيرهارد دي غير، الذي كان آنذاك أول وزير للعدل في الحكومة السويدية، وكارولينا دي غير، كونتيسة واختمايستر. درس في مدرسة ابتدائية منذ عام 1869، وفي الجيمنازيوم في ستوكهولم منذ عام 1873، والتحق دي غير بجامعة أوبسالا في عام 1877، تخرج وحصل على بكالوريوس الآداب في مايو 1879.
أصبح دي غير، في عام 1878، موظفًا في هيئة المسح الجيولوجي السويدية، بدايةً كمستقل، ثم، منذ عام 1882، كمساعد لجيولوجي، ومنذ عام 1885، كجيولوجي بدوام كامل. بدأ حينئذ دراسة الترسبات والأشكال الجيولوجية في جنوب السويد في العصر الرباعي المتأخر. ترك وظيفته في الخدمة الجيولوجية عام 1897، ليصبح أستاذًا للجيولوجيا العامة والتاريخية في جامعة ستوكهولم.
شارك دي غير، بناءً على توصية أوتو مارتن توريل، في عام 1882، في بعثة سويدية إلى سبيتسبرغن، كجيولوجي في إطار السنة القطبية الدولية. يعتبر هذا الحدث بداية سنوات عديدة من البحث حول التبريد الحديث في أرخبيل سفالبارد: إذ شارك في ست بعثات إلى سفالبارد (1882، 1896، 1899، 1901، 1908 و1910).
ظل جيرهارد دي غير محاضرًا في قسم الجيولوجيا في جامعة ستوكهولم منذ عام 1897 حتى عام 1924. تولى منصب عميد الكلية (1902-1910)، ثم نائب المستشار (1911-1924). بالإضافة إلى كونه عضوًا في البرلمان السويدي منذ عام 1900 حتى عام 1905.
يمكن اعتبار رئاسة البارون جيرهارد دي غير للمؤتمر الجيولوجي الدولي العاشر، الذي عُقِد في ستوكهولم عام 1910، ذروة حياته العلمية. شارك، في البداية، في إعداد المؤتمر كنائب رئيس للجنة التحضيرية، وأصبح رئيسًا للجنة التنفيذية منذ مايو 1907. ضمن إطار المؤتمر، قدم المحاضرة الكلاسيكية «التاريخ الجيولوجي لآخر 12,000 عام». بدأ هذه المحاضرة بعبارة «الجيولوجيا تاريخ الأرض، ولكن حتى يومنا هذا بقي تاريخًا بلا سنين.». قدم دي غير في المؤتمر مصطلح الفص ليعرفه على أنه أي طبقة ترسيبية سنوية، واقترح أيضًا تحديد التاريخ الجيولوجي منفردًا لتقدير تاريخ الفص، إذ تعتبر التقنيات الأخرى أقل دقة. أصبحت الملاحظات حول العلاقة الطبقية بين الرواسب الفصية والركام الجليدي المتنحي، وترابط تسلسلات الفص بين المواقع الجغرافية البعيدة، بمثابة دليل أكثر إقناعًا على التخمينات المحيطية الأساسية لدي غير. قبل بدء المؤتمر، قاد دي غير رحلة لـ65 مشاركًا من 14 دولة، وفحص في إطارها الديكسونفوردن في سبيتسبرغن.

## مجالات البحث الرئيسية
درس دي غير في بداية عمله الشواطئ المرتفعة واستخدامها في إعادة بناء تغيرات مستوى سطح البحر الجليدي الإيزوستاتي في الأماكن المتجمدة، كما رسم خرائط للتلال الجليدية لإعادة بناء نطاق ينتمي للعصر الجليدي الأخير في شمال أوروبا بنمط التحلل نفسه (يشار إلى نوع التلال الجليدية التي درسها الآن باسم تلال غير دي). ذاع صيته بسبب اكتشافه للفصوص وكونه أول من اضطلع باستخدامها في تحديد التاريخ الجيولوجي.
لاحظ دي غير، خلال العمل الميداني، في عام 1878، أن مظهر الرواسب المرققة التي رسبت في البحيرات الجليدية على حافة صفيحة ثلجية، والمنحسرة في نهاية العصر الجليدي الأخير، تشبه إلى حد كبير حلقات الأشجار. كتب دي غير، في أشهر أعماله، كتاب تاريخ الأحجار السويدية المنشور عام 1940، «تكوّن لدي، من الشبه الواضح مع الحلقات السنوية النظامية للأشجار، انطباع أن كلاهما رواسب سنوية» (1940، ص 13).
رغم أن هذا الاكتشاف لم يكن جديدًا، فإن دي غير كان أول جيولوجي يستغل تطبيقاته الكاملة. سمّى دي غير هذه الطبقات الرسوبية السنوية بمصطلح الفصوص. توسع في تطوير نظريته خلال الثمانينيات من القرن التاسع عشر، ونشر مخططًا موجزًا لاكتشافه عام 1882، الذي أعقبه عرض للجمعية الجيولوجية السويدية في عام 1884. تطلب الأمر أعوامًا حتى تدشين المؤتمر الجيولوجي الدولي عام 1910، ليجوب عمل دي غير الرائد المجتمع العلمي الدولي بأكمله.

### المقياس الزمني السويدي
عُين دي غير أستاذًا لعلم الجيولوجيا بجامعة ستوكهولم عام 1897، وأصبح رئيس الجامعة منذ عام 1902 إلى 1910. بدأ دي غير، بمساعدة العديد من الطلاب من كل من ستوكهولم وأوبسالا، في تجميع تسلسلات فصوص قصيرة ومتداخلة في جنوب شرق السويد لإنشاء تسلسل زمني طويل يومًا بعد يوم لانحسار الجليد في العصر الجليدي الأخير. قدم توسع ستوكهولم الحضري ظروفًا مثالية لدي غير وزملائه، الذين أحسنوا استغلال التعرضات للرسوبيات المرققة في الحفر والقطع المختلفة، التي كشفت بدورها عن رواسب بحيرة جليدية في حوض بحر البلطيق. كشفت رسوبيات الأستوار على طول وادي نهر أنغيرمانالفين، عن إمكانية تمديد التسلسل الزمني إلى الهولوسين المبكر. كما أُطلق على التسلسل الناتج من الفصوص مقياس الزمن السويدي، وبدأ الجيولوجيون خارج السويد في اتباع النهج نفسه باستخدام رسوبيات الفصوص لإنشاء تسلسلات زمنية عالية الدقة لانحسار الجليد، وعلى رأسهم ماتي سورامو في فنلندا.